# Deutscher Fernsehpreis 1999
Die erste Verleihung des Deutschen Fernsehpreises fand am 2. Oktober 1999 im Kölner Coloneum statt und war die erste Veranstaltung dieses modernen Medienkomplexes. Moderiert wurde die Verleihung von Jochen Busse, Johannes B. Kerner, Gabi Bauer und Kai Pflaume. Übertragen wurde die Aufzeichnung vom Privatfernsehsender RTL.

## Preisträger
| Preis                                                   | Preisträger / Film / Serie                                                                                     | Nominierungen |
| Bester Fernsehfilm/Mehrteiler                           | Sperling und der brennende Arm (ZDF)                                                                           | Die Bubi-Scholz-Story (ARD/WDR) Der Laden (ARD/ORB) |
| Beste Serie                                             | Doppelter Einsatz (RTL)                                                                                        | Der letzte Zeuge (ZDF) Nikola (RTL) |
| Beste Dokumentation/Bester Dokumentarfilm               | Der Kandidat (ARD/SWR)                                                                                         | Der Andreotti-Prozeß (ARTE) Die Todesfahrt des ICE 884 (ZDF) |
| Beste Reportage                                         | 24 Stunden: Endstation Wien – Die Leichen aus der Sensengasse (Sat.1)                                          | Truckstop-Geiselwind: Tage und Nächte auf dem größten LKW-Rastplatz Europas (ARD/Radio Bremen) Der Kurier der Sterne – Mit einem Feinkostimporteur unterwegs (WDR) |
| Beste Informationssendung                               | Kulturzeit (3sat)                                                                                              | WiSo (ZDF) ZDF-Morgenmagazin (ZDF) |
| Beste Unterhaltungssendung                              | TV total (ProSieben)                                                                                           | Die Wochenshow (Sat.1) Zimmer frei! (WDR) |
| Beste Show                                              | Wetten, dass..? (ZDF)                                                                                          | Die Harald Schmidt Show (Sat.1) Hausfieber (RTL) |
| Beste Sportsendung                                      | RTL-Formel 1 (RTL)                                                                                             | das aktuelle sportstudio (ZDF) ARD Sportschau live: DFB Pokalendspiel (ARD)                                                                                        |
| Beste Kindersendung                                     | Der Hund aus der Elbe (KiKa)                                                                                   | Die Wahl-Maus (WDR) PUR/Logo extra: Krieg im Kosovo (ZDF) |
| Beste ausländische Sendung                              | Der Haß und der Tod Ein Tal im Kosovo (Channel 4/ARD/WDR)                                                      | Slobo und Mira (BBC/ARD/NDR) Die Wahrheitskommission (La Sept/ARTE)                                                                                                |
| Beste Regie Fernsehfilm/Mehrteiler                      | Claudia Prietzel für Schande (ARD/WDR)                                                                         | Dominik Graf für Sperling und der brennende Arm (ZDF) Roland Suso Richter für Die Bubi-Scholz-Story (ARD/WDR)                                                      |
| Beste Regie Serie                                       | Dror Zahavi für Doppelter Einsatz – Die Todfreundin (RTL)                                                      | Thorsten Näter für Delta Team – Auftrag geheim! (ProSieben) Gabriele Heberling für HeliCops – Einsatz über Berlin (Sat.1)                                          |
| Bestes Buch Fernsehfilm/Mehrteiler                      | Horst Johann Sczerba für Die Unschuld der Krähen (ARD/NDR)                                                     | Rolf Basedow für Sperling und der brennende Arm (ZDF) Gabriela Sperl-Werner für Liebe und weitere Katastrophen (ARD/BR)                                            |
| Bestes Buch Serie                                       | Gregor Edelmann für Der letzte Zeuge (ZDF)                                                                     | Franz Xaver Sengmüller für Der Bulle von Tölz (Sat.1) Christian Pfannenschmidt für Girl Friends (ZDF)                                                              |
| Bester Schauspieler Hauptrolle Fernsehfilm/Mehrteiler   | Benno Fürmann für Die Bubi-Scholz-Story (ARD/WDR)                                                              | André Hennicke für Sperling und der brennende Arm (ZDF) Uwe Bohm für 36 Stunden Angst (Sat1)                                                                       |
| Bester Schauspieler Hauptrolle Serie                    | Ludger Pistor für Balko (RTL)                                                                                  | Ulrich Mühe für Der letzte Zeuge (ZDF) Jürgen Heinrich für Wolffs Revier (Sat1)                                                                                    |
| Bester Schauspielerin Hauptrolle Fernsehfilm/Mehrteiler | Suzanne von Borsody für Dunkle Tage (ARD/WDR), Die Mörderin (ZDF)                                              | Dagmar Manzel für Der Laden (ARD/ORB) Nina Petri für Die Unschuld der Krähen (ARD/NDR)                                                                             |
| Beste Schauspielerin Hauptrolle Serie                   | Ruth Drexel für Der Bulle von Tölz (Sat1)                                                                      | Mariele Millowitsch für girl friends – Freundschaft mit Herz (ZDF), Nikola (RTL) Katy Karrenbauer für Hinter Gittern – Der Frauenknast (RTL)                       |
| Bester Schauspieler Nebenrolle                          | Martin Benrath für Der Laden (ARD/ORB)                                                                         | Jürgen Hentsch für Mein Kind muß leben (SWR), Die Mörderin (ZDF) Oscar Ortega Sánchez für 36 Stunden Angst (Sat1)                                                  |
| Beste Schauspielerin Nebenrolle                         | Katrin Saß für Ein Mann stürzt ab (ZDF), Sperling und der brennende Arm (ZDF)                                  | Angela Winkler für Die Bubi-Scholz-Story (ARD/WDR) Stefanie Stappenbeck für Dunkle Tage (ARD/WDR)                                                                  |
| Beste Moderation Information                            | Leo Busch für Das Thema (n-tv)                                                                                 | Steffen Seibert für Hallo Deutschland (ZDF) Antonia Rados für ihre RTL Aktuell Kosovo-Berichterstattung (RTL)                                                      |
| Beste Kamera                                            | Martin Langer für Die Bubi-Scholz-Story (ARD/WDR)                                                              | Hans Fromm für Die Beischlafdiebin (ZDF/ARTE) Benedikt Neuenfels für Deine besten Jahre (ZDF/ARTE), Mein Freund Balou (ZDF/ARTE)                                   |
| Bester Schnitt                                          | Jens Klüber für Operation Noah (Pro7)                                                                          | Veronika Zaplata für Die Musterknaben (ZDF) Hana Müllner für Deine besten Jahre (ZDF/ARTE), Sperling und der brennende Arm (ZDF)                                   |
| Beste Musik                                             | Nikolaus Glowna für Bella Block: Auf der Jagd (ZDF)                                                            | Ulrich Reuter für Die Bubi-Scholz-Story (ARD/WDR) Dieter Schleip für Bittere Unschuld (ARTE), Deine besten Jahre (ZDF/ARTE), Tatort: Schwarzer Advent (ARD)        |
| Bestes Szenenbild                                       | Michael „Dago“ Pfalzer und Bettina Schmidt für Die Bubi-Scholz-Story (ARD/WDR)                                 | Frank Polosek für Das Gelbe vom Ei (ZDF) Lothar Holler für Der Laden (ARD/ORB)                                                                                     |
| Beste Kostüme                                           | Silke Sommer für Die Bubi-Scholz-Story (ARD/WDR)                                                               | Ruth Löffelholz für Der Kuß des Killers (RTL) Eveline Stösser für Die Musterknaben (ZDF)                                                                           |
| Sonderpreis                                             | Boris Becker und Steffi Graf                                                                                   | |
| Ehrenpreis der Stifter                                  | Kurt Masur | |
| Förderpreis                                             | Stefan Krohmer (Regie) für Barracuda Dancing (ZDF) Stefanie Stappenbeck (Schauspiel) für Dunkle Tage (ARD/WDR) | |